# Baumburger Turm

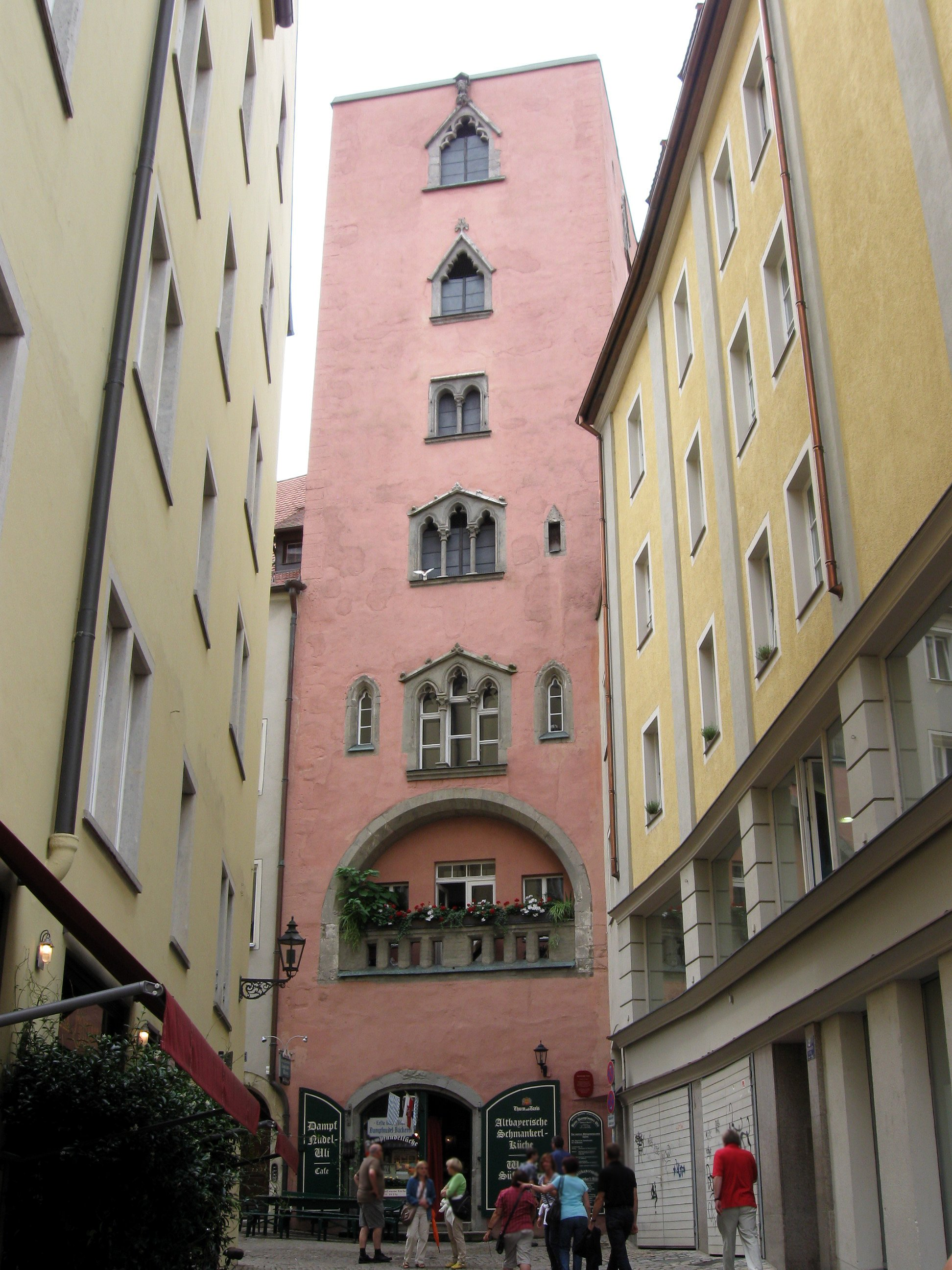
Baumburger Turm

Der Baumburger Turm in der Straße Watmarkt 4 in der Altstadt von Regensburg ist einer der  Geschlechtertürme, die von reichen Patrizierfamilien im Mittelalter als Statussymbole erbaut wurden. Der unverändert erhaltene Baumburger Turm gilt als der schönste der in Regensburg erhaltenen 20 Geschlechtertürme und ist ein touristischer Anziehungspunkt.

## Geschichte
Erbaut wurde der 28 m hohe, siebengeschossige und mit einem Zinnenkranz geschmückte Turm am Ende des 13. Jahrhunderts von den Ingolstettern, einem der reichen Regensburger Patriziergeschlechter. Die ehemals mit einem zweijochigen Kreuzrippengewölbe versehene Erdgeschosshalle wurde als Hauskapelle genutzt. Im 14. Jahrhundert kam die Hausburg in den Besitz der Baumburger. Der spätgotische östliche Anbau eines Wohntraktes wurde im 15. Jahrhundert bis zur Kramgasse erweitert. In dieser Zeit entstand laut Denkmalliste auch ein südlicher Wohnanbau mit Adresse Kramgasse 3.
Im ersten Obergeschoss befindet sich eine Rundbogenlaube mit Brüstung und einer zurückgesetzten, von drei Fenstern durchbrochenen Rückwand. Diese Laube wurde später aus klimatischen Gründen geschlossen. Im 16. Jahrhundert wurde die Laube sogar ganz zugemauert und durch ein normales Fenster ersetzt, ähnlich dem wieder gotisch gestalteten Fenster über der Laube. Erst 1914 wurden bei Baumaßnahmen die Rundbogenlaube und die Fenstergruppen wieder freigelegt.
Die Obergeschosse sind durch unterschiedliche gotische Fenstergruppen reizvoll gegliedert. Wegen des leicht abfallenden Geländes präsentiert sich die zur Goliathstraße hin ausgerichtete nördliche Schaufront des Turms dem Betrachter sehr eindrucksvoll. Auch die drei anderen Fassaden des Turms sind ähnlich gestaltet, sind aber von der Goliathstraße aus nicht sichtbar. Der von der Straße aus nicht einsehbare Hof südlich des Turmes besitzt Renaissance-Arkadengänge.
Von 1762 bis in die 1960er Jahre wurde in der Hausburg eine Spenglerei betrieben. Nach 1968 begannen umfangreiche Sanierungsmaßnahmen mit dem Ziel, den Turm bewohnbar zu machen. An der Wende zum 20. Jahrhundert befand sich im Haus die Wohnung der Familie des Dichters Georg Britting.